# Пинежское (озеро, Холмогорский район)
Пинежское — пресноводное озеро на территории муниципального образования Хаврогорского Холмогорского района Архангельской области.

## Физико-географическая характеристика
Площадь озера — 2 км², площадь водосборного бассейна — 95,2 км². Располагается на высоте 16,1 метров над уровнем моря.
Форма озера лопастная, продолговатая: оно почти на три километра вытянуто с северо-запада на юго-восток. Берега изрезанные, каменисто-песчаные, местами заболоченные.
С юга в озеро впадает протока из Пачозера. С северо-запада впадает река Берёзовик.
С юго-западной стороны Пинежского вытекает река Малая, приток Пингиши.
Острова на озере отсутствуют.
Населённые пункты и автодороги вблизи водоёма отсутствуют.
Код объекта в государственном водном реестре — 03020300411103000004608.